# Centro de Artes UFF
Centro de Artes UFF, centro cultural organizado e mantido pela Universidade Federal Fluminense em Icaraí é o mais completo centro cultural de Niterói. Como pólo de produção e difusão cultural realiza programas voltados para todas as manifestações artísticas. Exposições, shows, concertos, ciclos cinematográficos, peças teatrais e apresentações diversas promovem uma verdadeira e produtiva interação artístico-cultural da UFF com a comunidade.
Na área de música, o Centro de Artes UFF conta com formações próprias que pesquisam e difundem os vários estilos: Sinfônico, com a Orquestra Sinfônica Nacional da Universidade Federal Fluminense, medieval e renascentista, com o conjunto Música Antiga da UFF; clássico e contemporâneo, com o Quarteto de Cordas da UFF e a vocal, com o Coro Jovem da UFF.
O Centro de Artes UFF, que recebe anualmente um público estimado em 120 mil pessoas, tem investido sempre no melhor para seus espectadores, consultando-os, através de pesquisas de opinião para o planejamento e desenvolvimento de suas atividades. Em 1994 recebeu da Fundação Cesgranrio o Prêmio Qualidade Cultural, na categoria Cultura no Âmbito da Educação, pela excelência de sua programação. Está localizado no prédio da Reitoria da UFF, na Rua Miguel de Frias, bairro de Icaraí, na cidade de Niterói.  Suas instalações aproveitam o antigo Hotel Cassino Icaraí.
Em seu conjunto de espaços, formando o mais completo centro cultural da cidade, fazem parte:
- Galeria de Arte UFF (galeria de artes plásticas),
- Espaço UFF de Fotografia (galeria de fotografia),
- Espaço Aberto UFF (instalações e workshops),
- Cine Arte UFF (sala de cinema e música)
- Teatro da UFF (teatro, dança e música) .

O centro cultural focaliza o fazer e o pensar a arte, viabilizando além dos eventos em si,  a realização de cursos, palestras, seminários, debates, workshops etc.
Estão sediadas no centro de artes:
- uma orquestra sinfônica, a Orquestra Sinfônica Nacional (OSN-UFF)
- um quarteto de cordas
- um quinteto de música antiga